# Rhopalostroma dennisii
Rhopalostroma dennisii är en svampart som beskrevs av D. Hawksw., Zachariah & Sankaran 1979. Rhopalostroma dennisii ingår i släktet Rhopalostroma och familjen kolkärnsvampar.   Inga underarter finns listade i Catalogue of Life.